# Max Arnhold

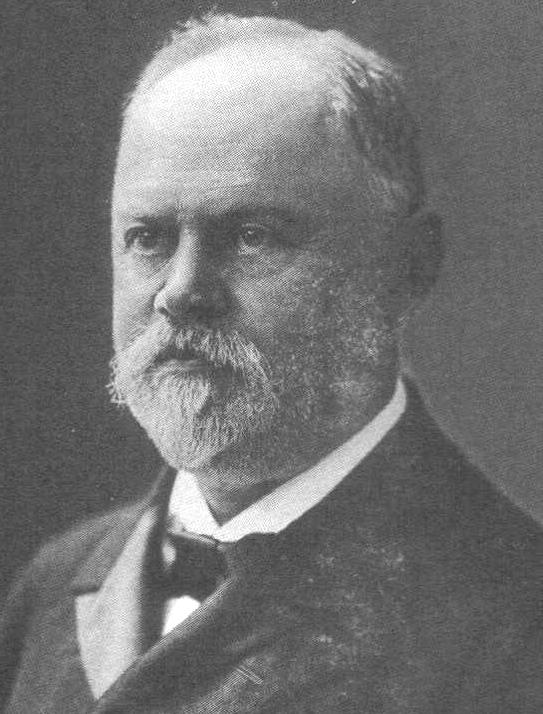
Max Arnhold, um 1900

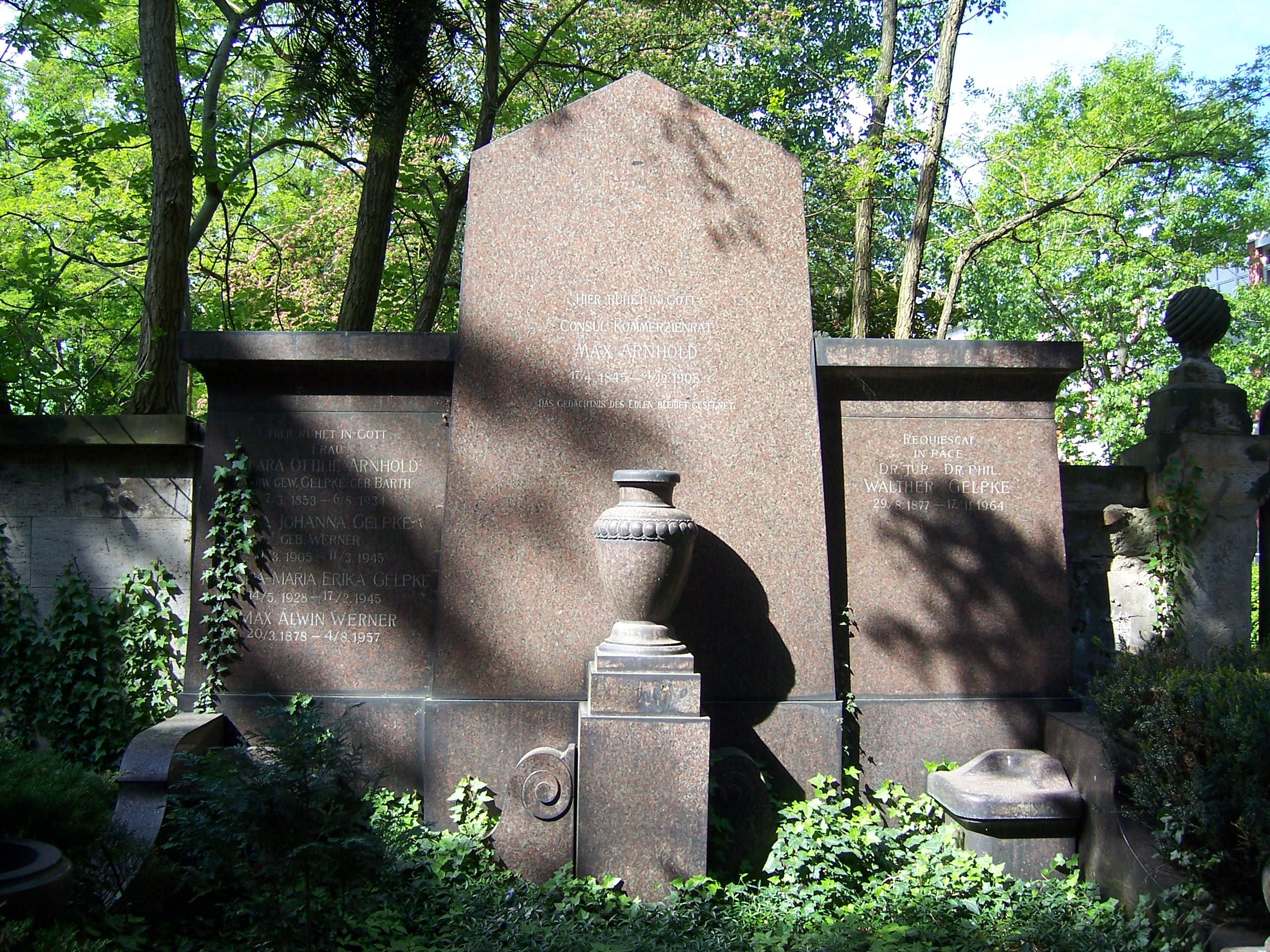
Grab Max Arnholds auf dem Waldfriedhof Weißer Hirsch

Max Arnhold (* 17. April 1845 in Dessau; † 4. Dezember 1908 in Dresden) war ein deutscher Bankier und Freimaurer.

## Leben
Max Arnhold war ein Sohn des Dessauer Arztes Adolph Arnhold (1808–1872) und dessen Ehefrau Mathilde Arnhold geb. Cohn (1826–1905). Zu seinen Brüdern zählten Eduard und Georg Arnhold.
Er gründete im Oktober 1864 gemeinsam mit Ludwig Philippson in Dresden eine Bank, die nach Philippsons Ausscheiden 1876 und dem Eintritt von Arnholds Bruder Georg 1881 als Bankhaus Gebrüder Arnhold firmierte. Dieses hielt enge Kontakte insbesondere zur Keramik- und Brauerei-Industrie und rückte nicht zuletzt durch die Übernahme der Banken M. Schie im Jahr 1891 bzw. Koppel & Co. im Jahr 1897 zum führenden Bankhaus Dresdens auf.
Max Arnhold zählte sich zu den assimilierten Dresdner Juden und trat stets für eine Verständigung zwischen den Religionen ein. Dementsprechend gründete er um die Jahrhundertwende eine „Soziale Stiftung“, die von Geistlichen der beiden großen christlichen Konfessionen sowie einem Rabbiner geleitet wurde und ihre Erträge an Wohlfahrtseinrichtungen aller drei Bekenntnisse gleichermaßen verteilte. Bei seinem Tod 1908 bedachte er sie mit einem Vermächtnis von 100.000 Mark.
Im Jahr 1869 trat Arnhold der Freimaurerloge Zu den drei Schwertern und Asträa zur grünenden Raute bei, wo er bereits 1872 zum Meister aufstieg. Daneben war er Ehrenmitglied der Loge Charlotte zu den drei Nelken in Meiningen sowie Korepräsentant derselben bei der Großen Landes-Loge von Sachsen.
Max Arnhold wurde im Krematorium Chemnitz eingeäschert, seine Urne anschließend auf dem Waldfriedhof Weißer Hirsch in Dresden beigesetzt.